# Bressuire
Bressuire este un oraș în Franța, sub-prefectură a departamentului Deux-Sèvres, în regiunea Poitou-Charentes. 
1. ↑  répertoire géographique des communes, accesat în 26 octombrie 2015
2. ↑  dataset of postal codes in France, 1 octombrie 2018